# 心交社
株式会社心交社（しんこうしゃ）は、東京都板橋区に本社を置く、日本の書籍、DVDなどの出版社である。

## 概要
取り扱うジャンルはボーイズラブ小説から実用書までと幅広い。
かつては主にパンティストッキングを主としたフェティシズムやヌード、ジュニアアイドル作品を出していた。
特にジュニアアイドル写真集はパイオニア的存在であり、2002年辺りからのジュニアアイドルブームで、多くの作品を出していた。